# Mort de Philippe Coopman
Le texte peut changer fréquemment, n’est peut-être pas à jour et peut manquer de recul. 
Le titre et la description de l'acte concerné reposent sur la qualification juridique retenue lors de la rédaction de l'article et peuvent évoluer en même temps que celle-ci.
 (avril 2024).
La mort de Philippe Coopman est une affaire criminelle française lors de laquelle Philippe Coopman, un jeune homme de 22 ans, a été passé à tabac par trois individus sur un parking de Grande-Synthe dans la nuit du 15 au 16 avril 2024.

## Protagonistes

### Philippe Coopman
Philippe Coopman, est un jeune homme français de 22 ans. Il étudie au lycée du Noordover en brevet de technicien supérieur. Il travaillait dans un centre socio-éducatif.

## Arrestation
En avril, trois suspects sont interpellés, dont deux cousins,